# Hamíd Madzsd Tejmúri
Hamíd Madzsd Tejmúri (perzsául: حمید مجدتیموری; Teherán, 1953. június 3. –) iráni válogatott labdarúgó.

## Pályafutása

### Klubcsapatban
1975 és 1977 között a Bank Melli csapatában játszott. 1977 és 1984 között a Sáhin Teherán játékosa volt. 

### A válogatottban
1978-ban 1 alkalommal szerepelt az iráni válogatottban. 1978 áprilisában Jugoszlávia ellen szerepelt a válogatottban. Részt vett az 1978-as világbajnokságon, de nem kapott lehetőséget egyetlen mérkőzésen sem.